# Село имени Чапаева (Чуйская область)
Имени Чапаева (кирг. Чапаев) — село в Чуйском районе Чуйской области Кыргызстана. Входит в состав Кегетинского айылного аймака.

## География
Село расположено в центральной части области, к югу от Восточного Большого Чуйского канала, на расстоянии приблизительно 13 километров (по прямой) к юго-западу от города Токмак, административного центра района. Абсолютная высота — 1082 метра над уровнем моря.

## Население
Согласно оценочным данным Национального статистического комитета Кыргызской Республики, численность населения села на начало 2023 года составляла 844 человека.
| год     | 2009 | 2014 | 2015 | 2020 | 2021 | 2023 |
| ------- | ---- | ---- | ---- | ---- | ---- | ---- |
| человек | 591  | 785  | 745  | 945  | 871  | 844  |